# Данциг Май Вольфович
Май Вольфович Данциг, біл. Май Вольфавіч Данцыг (27 квітня 1930, Мінськ — 26 березня 2017) — білоруський художник, професор державної Академії мистецтв.

## Творчість
- Мій Мінськ
- Білорусь — партизанська мати
- Партизанське весілля
- Натюрморт. Про Велику Вітчизняну…
- Спадщина
- І пам'ятає світ врятований
- Моє місто старожитне, молоде
- портрети А. Онікейчика, А. Адамовича, Василя Бикова та багатьох інших сучасників.